# Cirksena

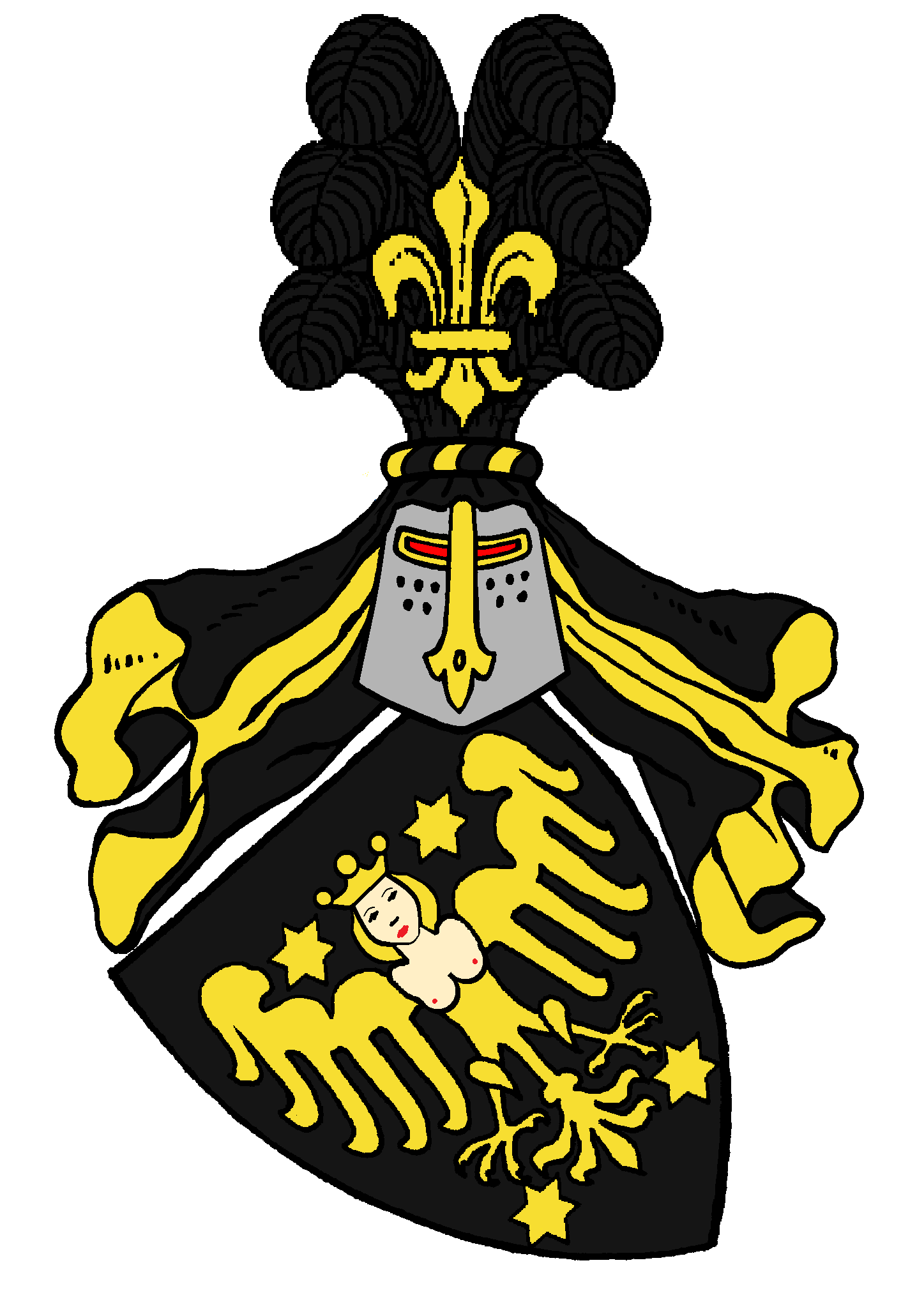
Stammwappen der Cirksena

Die Cirksena waren eine aus einem Greetsieler Häuptlingsgeschlecht hervorgegangene ostfriesische Adelsfamilie, die ab 1464 als Reichsgrafen und ab 1654 als Reichsfürsten in Ostfriesland regierte und 1744 im Mannesstamm erlosch.
Der Name entstammt dem Häuptlingsgeschlecht der Tzyerza, woraus nach vielen Schreibweisen der Familienname Cirksena wurde.

## Die Cirksena in Ostfriesland

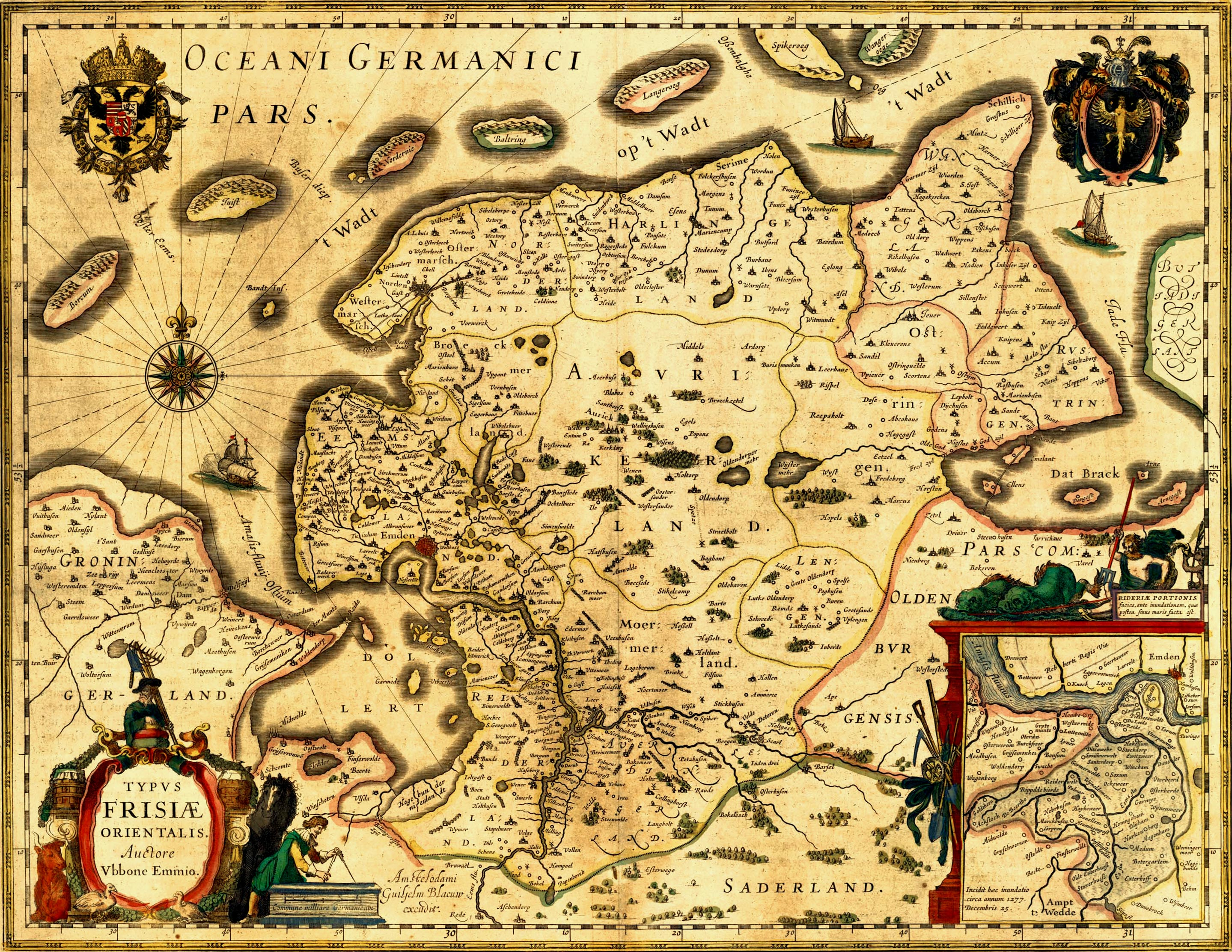
Ostfriesland um 1600, gezeichnet von Ubbo Emmius

Die Cirksena hatten sich im 15. Jahrhundert – nach einer Zeit, die vom Kampf der Häuptlingssippen um Machtbereiche, Einfluss und Vorherrschaft geprägt war – durchgesetzt. Um 1430 besiegte Edzard Cirksena als Anführer des Bundes der Freiheit seinen Widersacher Focko Ukena. Die Cirksena erstarkten und traten in die Nachfolge des Häuptlingsgeschlechts der tom Brok.
Im Jahr 1439 wurde infolge der Auseinandersetzungen von den Hamburgern die Stadt Emden zunächst auf Widerruf und seit 1453 endgültig an die Cirksena übergeben; bis in das Jahr 1595 verwaltete und beherrschte die Familie die Stadt. Edzards Bruder Ulrich Cirksena wurde 1464 von Kaiser Friedrich III. in den Reichsgrafenstand erhoben und mit Ostfriesland als Reichsgrafschaft Ostfriesland belehnt. Eine starke Herrschaft konnten die Cirksena in Ostfriesland jedoch nie etablieren. Immer wieder brachen Machtkämpfe mit den selbstbewussten ostfriesischen Ständen aus.
Der bedeutendste Herrscher aus dem Hause Cirksena war Edzard der Große (1462–1528), unter dessen Führung die Reichsgrafschaft Ostfriesland ihre größte Ausdehnung erreichte. In seine Regierungszeit fiel auch die Ausbreitung der Reformation in Ostfriesland. 1654 wurden die Cirksena durch den Kaiser in den Fürstenstand erhoben. Carl Edzard, der letzte Herrscher aus dem Hause Cirksena, starb in der Nacht vom 25. auf den 26. Mai 1744 (angeblich an einem Glas Buttermilch, das er nach einer Jagd getrunken haben soll) ohne Nachkommen. Unmittelbar darauf nahm Friedrich der Große das Land in Besitz.

## Schlösser
Ursprünglich hatte die Familie ihren Sitz in Appingen. Nachdem dort der Zugang zum offenen Meer verlandete, verlegte Haro Edzardsna den Familiensitz an das kurz zuvor errichtete Siel, wo sie zwischen 1362 und 1388 die Burg Greetsiel als Häuptlingsburg errichteten. Im Zuge des Aufstiegs der Cirksena zur führenden Häuptlingsfamilie ließ Ulrich Cirksena die Burg zwischen 1457 und 1460 zu einer Vierflügelanlage mit Wehrturm ausbauen. Mit Hilfe der Hanse eroberten die Cirksena 1433 Stadt und Burg Emden, wo eine Hansische Garnison eingerichtet wurde. 1439 zog diese Garnison wieder ab und die Hanse übergab die Burg an die Cirksena. 1458 ließ Ulrich Cirksena auch diese Burg erheblich ausbauen. Die Burg Emden war von 1464 bis 1595 Residenz der ostfriesischen Grafen- und Fürstenfamilie. 1447 errichteten sie zudem im Auricher Schlossbezirk die Averborg. Während der Emder Revolution stürmten Bürger der Stadt am 19. April 1595 die örtliche Burg und schleiften sie teilweise. Graf Edzard II. verlegte daraufhin seine Residenz gezwungenermaßen nach Aurich. Im 15. Jahrhundert hatten die Cirksena die Burg Berum geerbt, die Edzard II. zu einem Wasserschloss im Renaissance-Stil ausbauen ließ, die fortan als Witwensitz der Familie diente.

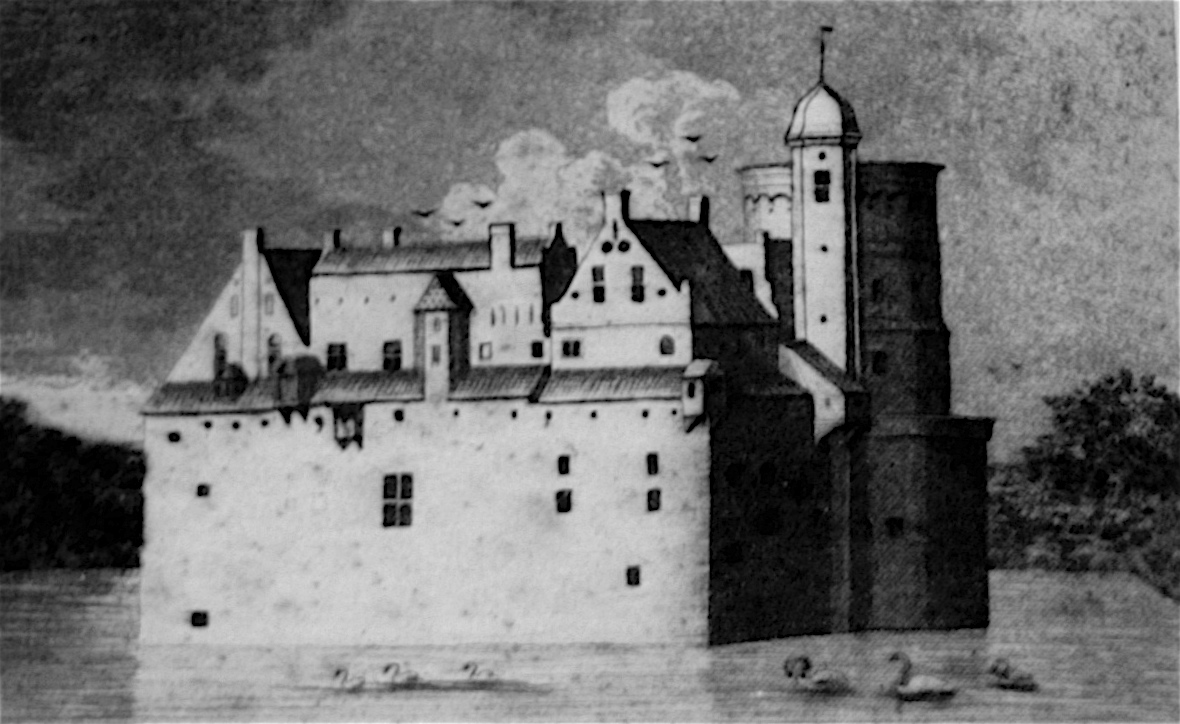
Burg Greetsiel
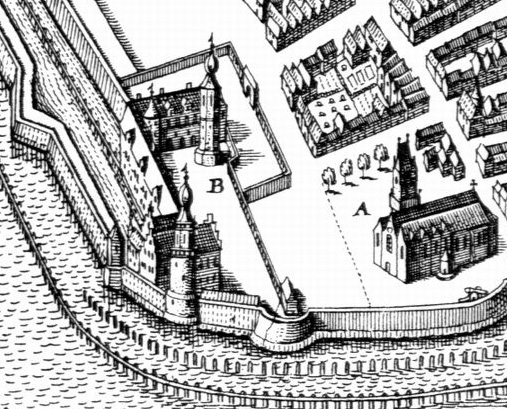
Burg Emden
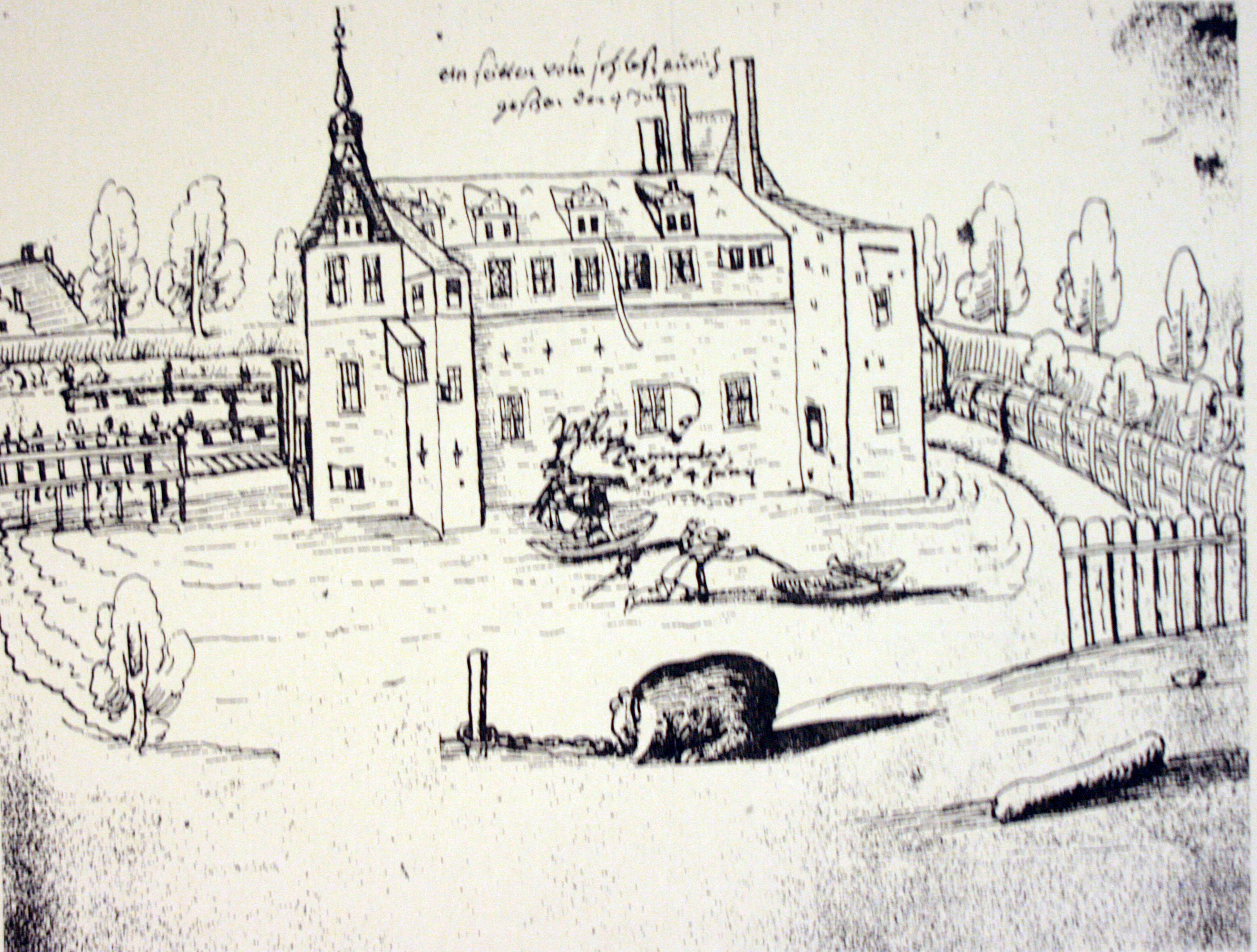
Die Averborg im Auricher Schlossbezirk
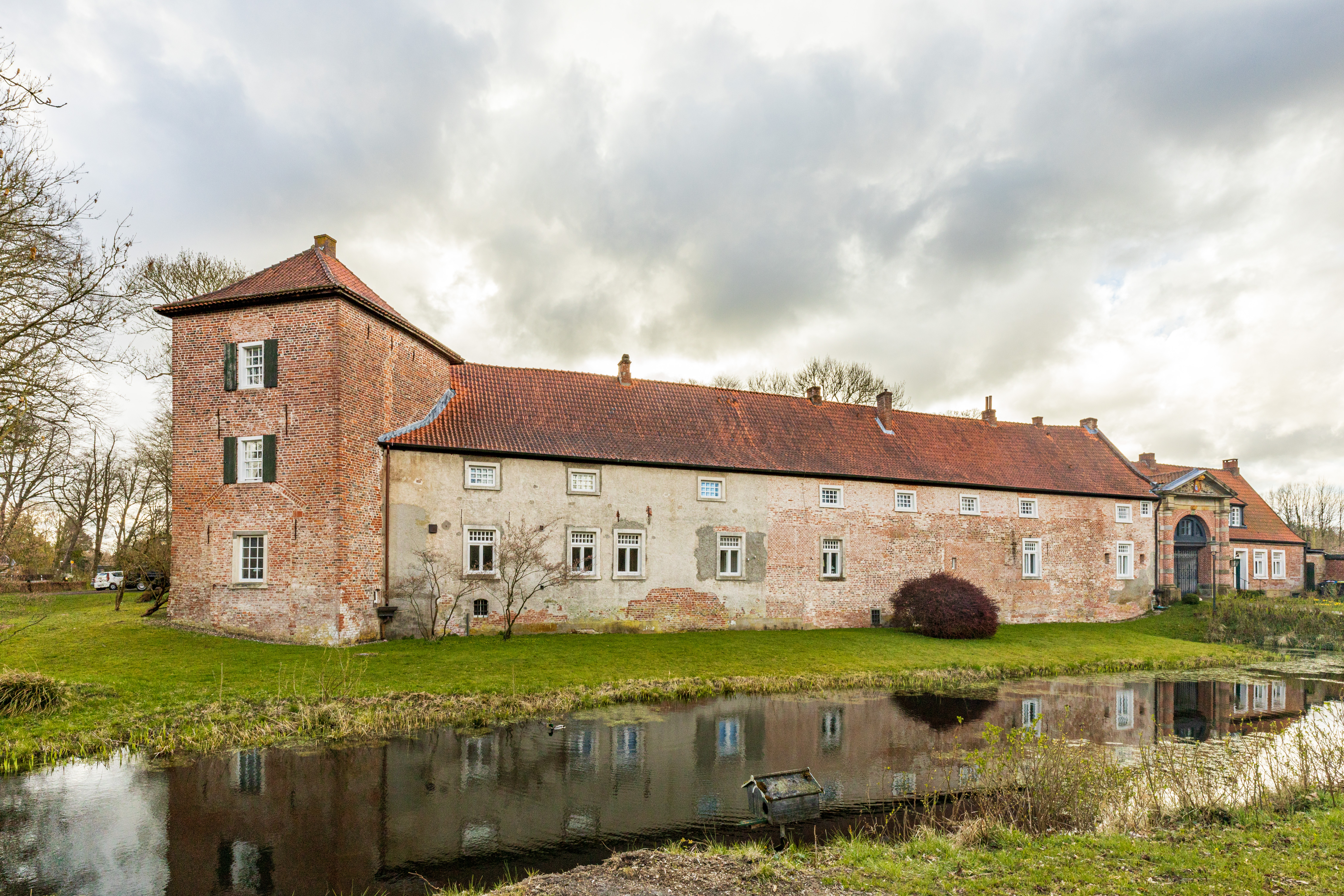
Burg Berum

## Die Cirksena in Rietberg

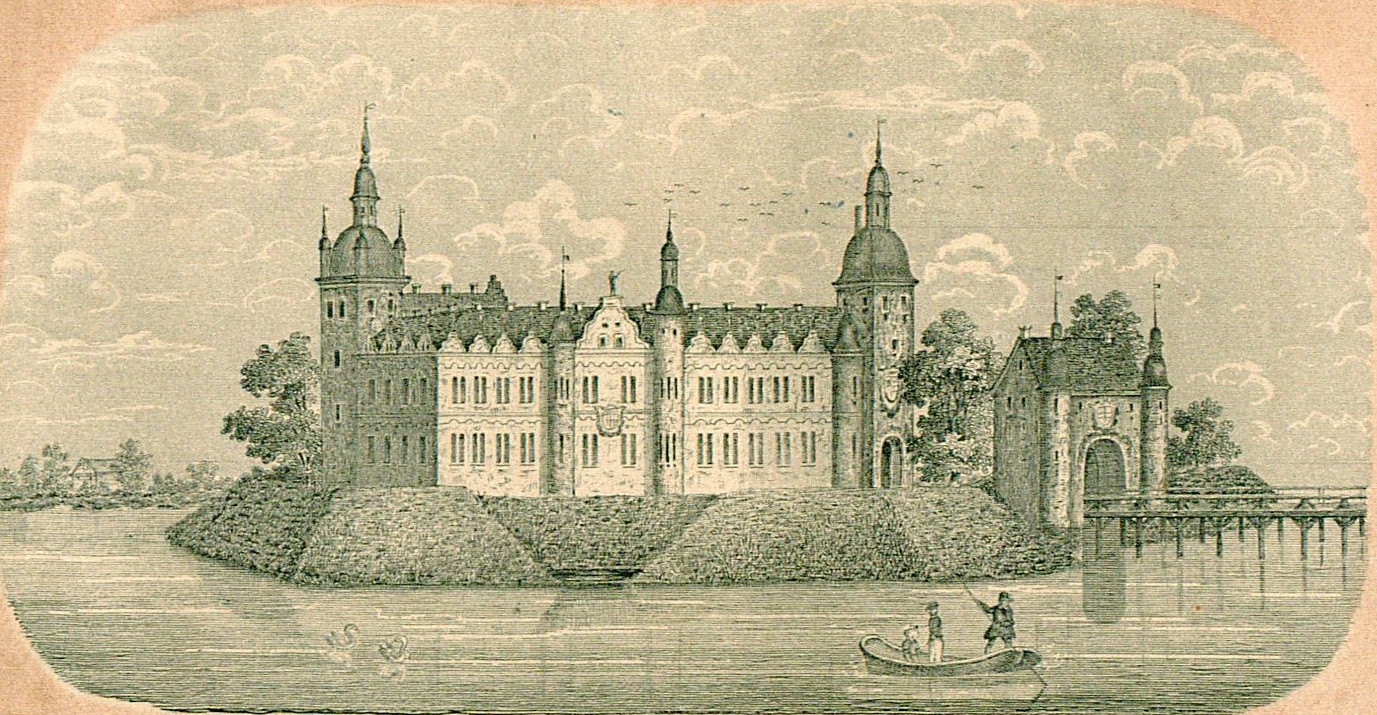
Schloss Rietberg

Die Cirksena stellten von 1581 bis 1699 die Herrscher der Grafschaft Rietberg. Dies geschah zunächst in Personalunion mit Ostfriesland, nachdem Graf Enno III. die Rietbergsche Erbtochter Walburg von Rietberg geheiratet hatte. Im Berumer Vergleich (1600) trat er jedoch die Grafschaft Rietberg an seine Töchter ab.
Ennos Bruder, Graf Johann III., heiratete mit päpstlichem Dispens 1601 seine Nichte Sabina Catharina, Ennos Tochter und Erbin Rietbergs. Beide waren zum Katholizismus konvertiert und begründeten damit die katholische Nebenlinie der Cirksena. Der letzte männliche Nachkomme des Hauses Ostfriesland in Rietberg, Graf Ferdinand Maximilian, starb 1687. Seine Erbtochter Maria Ernestine Francisca heiratete 1699 Maximilian Ulrich von Kaunitz.

## Wappen
Das Wappen der Familie Cirksena zeigt einen gekrönten goldenen Jungfrauenadler (andere Bezeichnungen: Harpyie, Engel) auf schwarzem Grund. Dieses Motiv fand in die verschiedensten Nachfolgewappen Eingang. So etwa in das endgültige gräfliche Wappen Ostfrieslands, das Graf Rudolf Christian im Jahr 1625 festlegte. Hier ziert der Jungfrauenadler das vornehmste, heraldisch rechte obere Wappenfeld. Das Wappen ist bis heute als das Wappen von Ostfriesland in Gebrauch.
Die obere Hälfte des Emder Wappens stellt ebenfalls den Cirksena-Jungfrauenadler dar. Die Cirksena residierten bis zur Emder Revolution im Jahr 1595 in der Stadt Emden. Auch die Emden gegenüberliegende niederländische Stadt Delfzijl hat das Cirksena-Wappen in das ihrige aufgenommen. Dies ist auf die Herrschaft Edzards des Großen im Groningerland zurückzuführen. Ebenso ist der in der Farbgebung veränderte gekrönte Jungfrauenadler im Wappen des Landkreises Aurich auf die Cirksena zurückzuführen. Auch die heutige Gemeinde Krummhörn, in der das Stammland der Cirksena lag, hat das Wappen der Familie in das Gemeindewappen aufgenommen.
Nachdem die Cirksena in der Grafschaft Rietberg die Herrschaft übernommen hatten, fand ihr Emblem auch im Wappen Rietbergs seinen Platz zwischen dem Wappen der alten Herrscherfamilie und dem des Harlingerlandes. Später wurde es durch das Wappen der Familie Kaunitz ergänzt.
Durch die Verbindung Ostfrieslands und Rietbergs ist der Cirksena-Adler auch bis heute in umgekehrter Farbgebung (schwarz auf Gold) unten rechts (heraldisch: unten links) im Wappen des Fürstentums Liechtenstein zu finden: Gundaker von Liechtenstein hatte Agnes Cirksena, die zweite Tochter von Graf Enno III. und Walburg von Rietberg, geheiratet und daraus einen Anspruch auf Rietberg abgeleitet.
Dem Krumstert, einer volkstümlichen Bezeichnung für eine Münze, die im 15. Jahrhundert in Ostfriesland in Umlauf war, war ein steigender Löwe aufgeprägt, den die Cirksena durch einen Jungfrauenadler ersetzten.

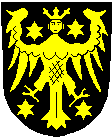
Stammwappen der Cirksena
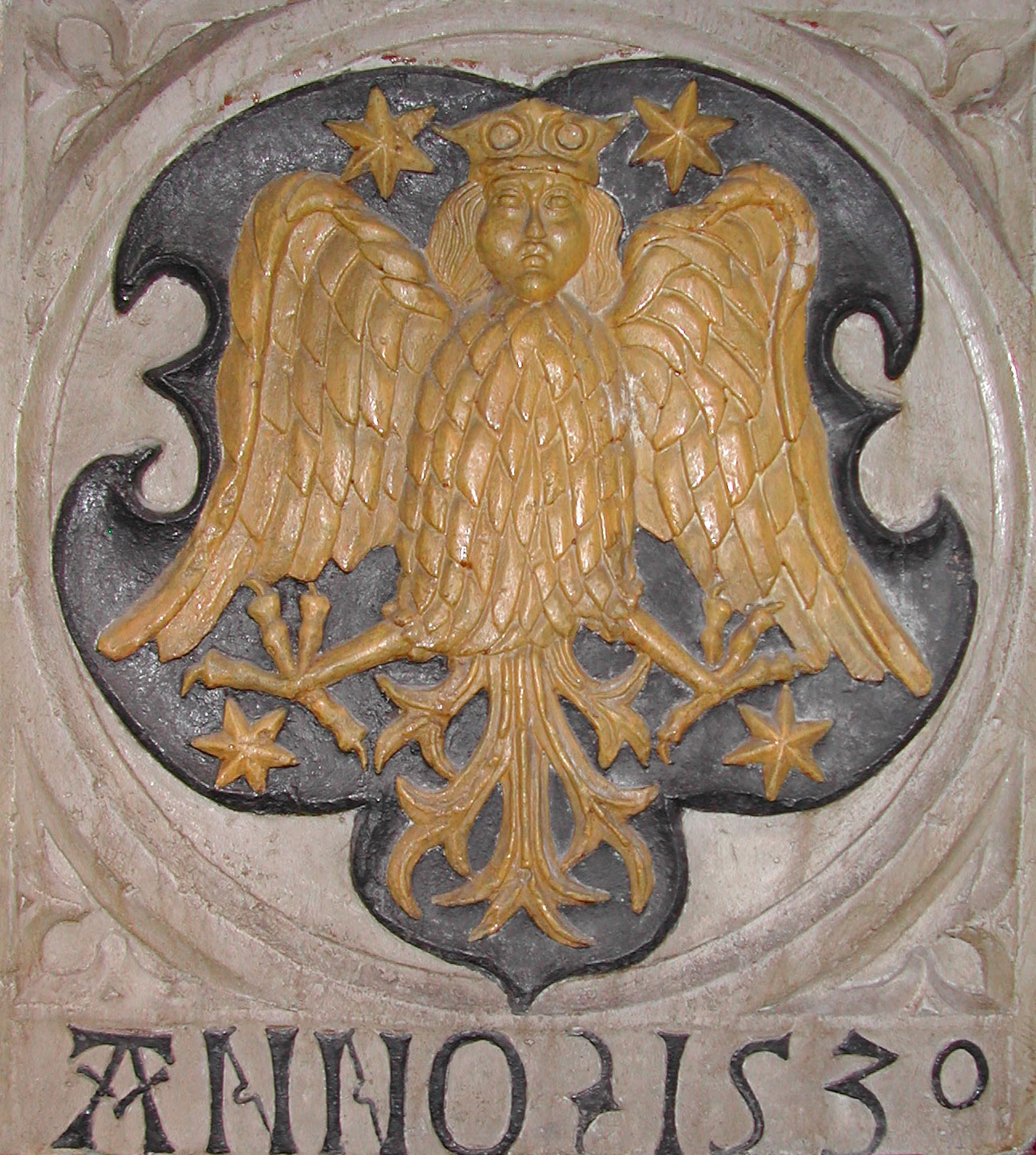
Cirksena-Wappen
Wappen Ostfrieslands
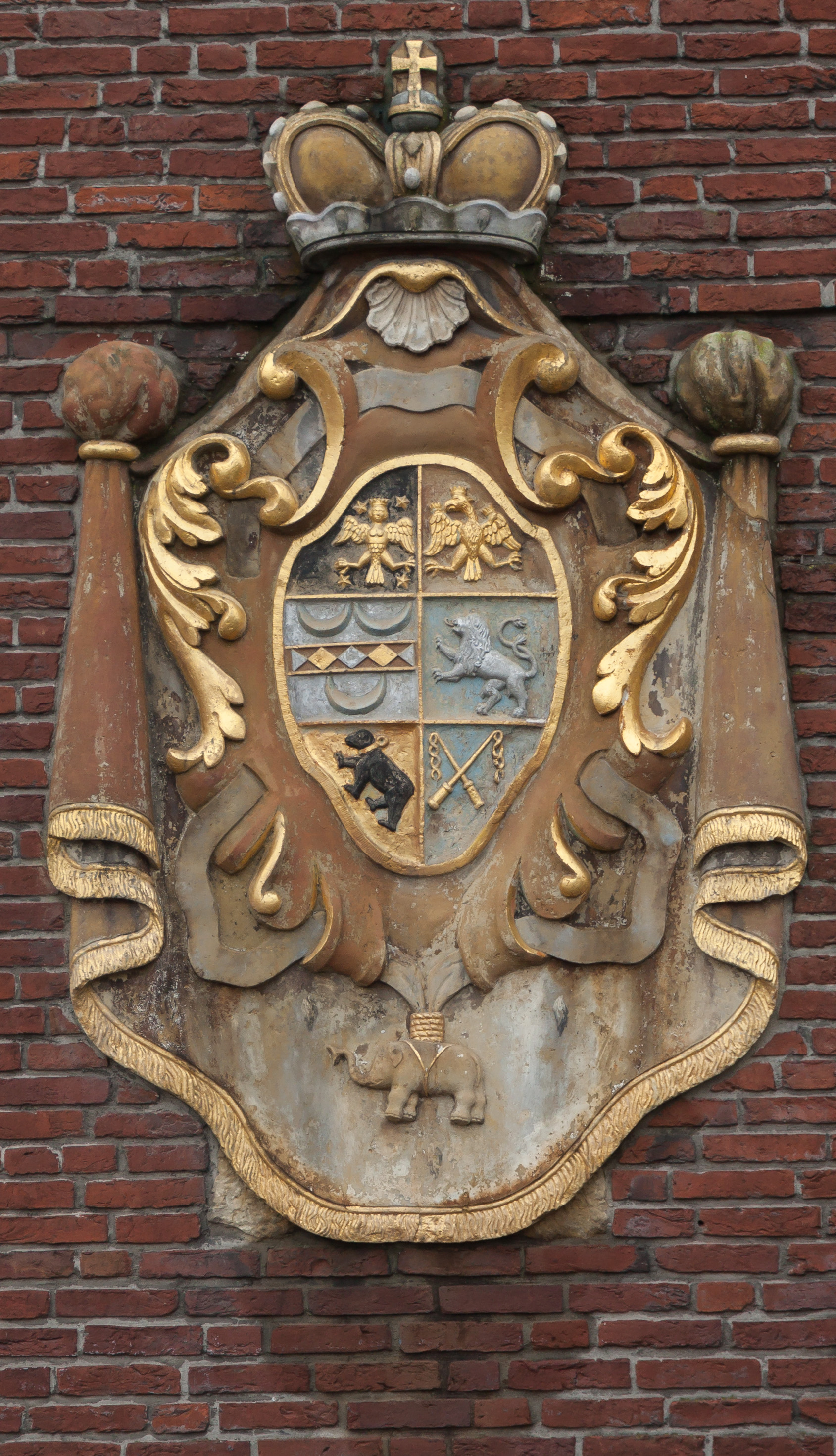
Wappenstein vom Auricher Schloss
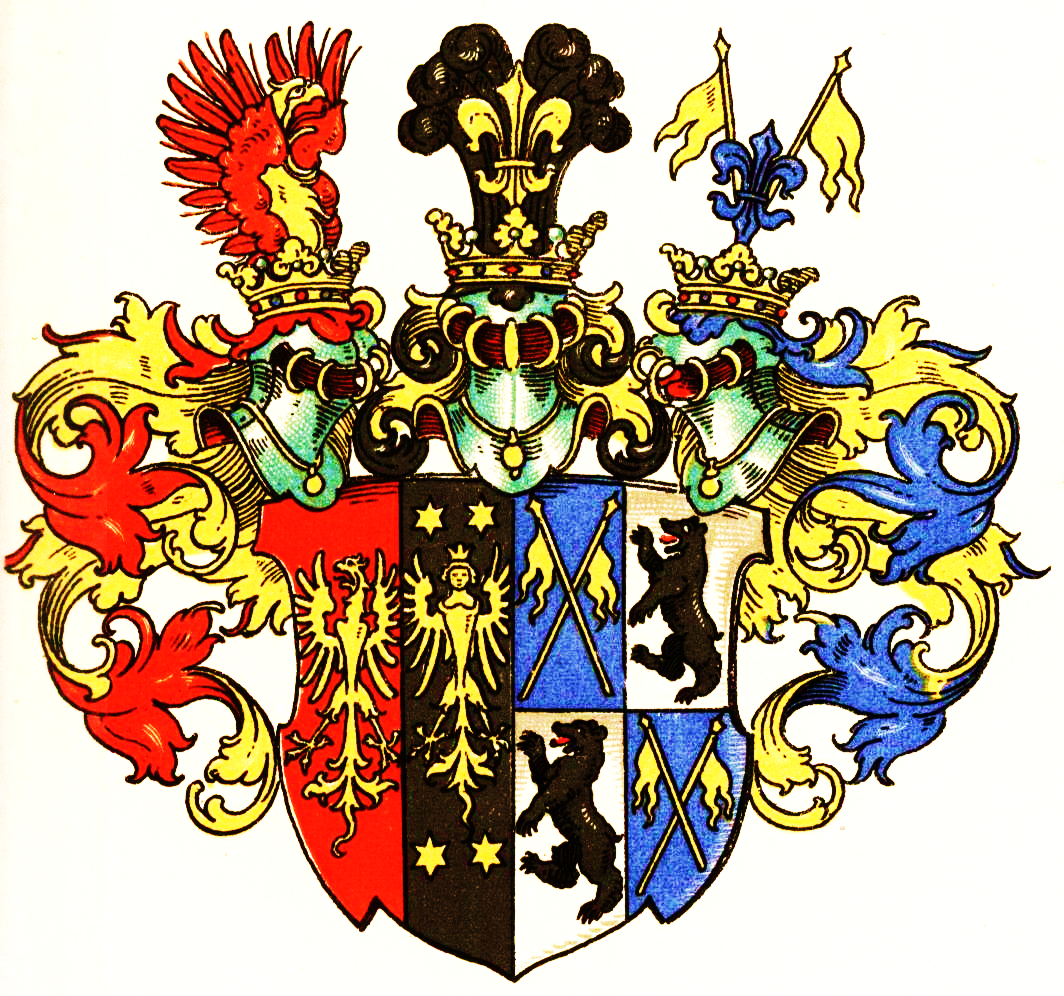
Wappen der Grafen von Rietberg aus dem Hause Cirksena
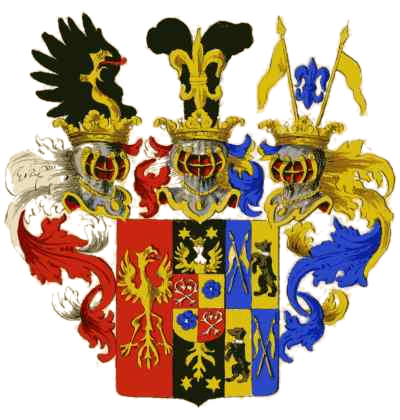
Wappen von Kaunitz-Rietberg

Wappen Liechtensteins mit dem Cirksena-Wappen in umgekehrten Farben
Wappen des Landkreises Aurich
Wappen der Stadt Emden
Wappen von Delfzijl
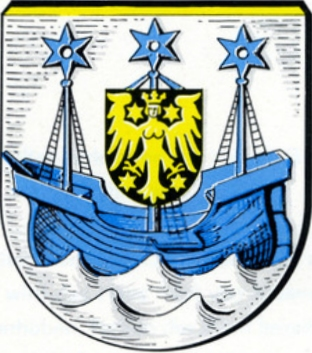
Wappen von Greetsiel
Wappen von Krummhörn

## Namensherkunft
Der Name Cirksena ist friesischen Ursprungs und bis heute als Familienname in Ostfriesland verbreitet. Er geht wahrscheinlich auf den alten Vornamen Tzirk („Cirk“) zurück. Enno Attena übernahm den angesehenen Namen anlässlich seiner Heirat mit der Erbtochter Gela von Manslagt.

## Persönlichkeiten

### Herrscher Ostfrieslands
| Abbildung | Name und Lebensdaten                                     | Regierungszeit | Titel                                | Anmerkungen |
| --------- | -------------------------------------------------------- | -------------- | ------------------------------------ | --- |
|           | Ulrich I. (*um 1408; †25. oder 26. September 1466)       | 1464–1466      | Graf                                 | 1464 wurde Ulrich samt seinen Nachkommen in den Reichsgrafenstand erhoben. Seine Hauptresidenz verlegte er darauf von Greetsiel nach Emden, während Aurich seine Sommerresidenz wurde. |
|           | Theda (* 1432; † 16. November 1494)                      | 1466–1491      | Regentin der Grafschaft Ostfriesland | Theda führte als Witwe Ulrichs I. während der Unmündigkeit ihrer Söhne die Regierung. Ihr ältester Sohn Enno I. unterstützte sie dabei, bis er am 19. Februar 1491 bei der Friedeburg ums Leben kam. |
|           | Edzard I. (der Große) (* 1462; † 14. Februar 1528)       | 1491–1528      | Graf                                 | Edzard der Große war Ulrichs I. zweiter Sohn. Er führte die größte Ausdehnung Ostfrieslands herbei und förderte die Reformation. Unter seiner Regierung wurde das „Ostfriesische Landrecht“ geschaffen. |
|           | Enno II. (* 1505; † 24. September 1540)                  | 1528–1540      | Graf                                 | Edzards I. zweiter Sohn führte das unter seinem Vater begonnene Reformationswerk weiter, während sein jüngerer Bruder Johann I. katholisch blieb, aber an den Regierungsgeschäften nicht teilnahm. |
|           | Anna (* 14. November 1501; † 24. September 1575)         | 1540–1561      | Regentin der Grafschaft Ostfriesland | Witwe Ennos II. führte die vormundschaftliche Regierung, nachdem sie sich mit ihrem Schwager, dem katholischen Grafen Johann I., verglichen hatte. |
|           | Johann II. (* 29. September 1538; † 29. September 1591)  | 1561–1591      | Graf                                 | Ennos II. jüngster Sohn regierte von 1561 bis 1591 neben seinem Bruder Edzard II. |
|           | Edzard II. (* 24. Juni 1532; † 1. März 1599)             | 1561–1599      | Graf                                 | Ennos II. ältester Sohn regierte von 1558 neben seiner Mutter, von 1561 bis 1591 neben seinem Bruder Johann II., von 1591 bis 1599 allein. Wegen der Streitigkeiten mit seinem Bruder Johann II. und der Stadt Emden verlegte Edzard II. seine Residenz von Emden nach Aurich. |
|           | Enno III. (* 30. September 1563; † 19. August 1625)      | 1599–1625      | Graf                                 | Unter seiner Regentschaft kam es zum Abschluss zweier bedeutender Verträge zwischen dem Grafenhaus und den ostfriesischen Ständen: den Emder Konkordaten von 1599 und dem Osterhusischen Akkord von 1611. |
|           | Rudolf Christian (* 25. Juni 1602; † 16. April 1628)     | 1625–1628      | Graf                                 | Ennos III. zweiter Sohn starb im Alter von 26 Jahren durch einen Unglücksfall. In die Regierungszeit Rudolf Christians fällt die Heimsuchung Ostfrieslands als Rückzugsgebiet und Quartier ausländischer Truppen, die am Dreißigjährigen Krieg beteiligt waren. |
|           | Ulrich II. (* 6. Juli 1605; † 1. November 1648)          | 1628–1648      | Graf                                 | Ennos III. dritter Sohn. In seine Regierungszeit fiel der Dreißigjährige Krieg, in dem Ostfriesland große Not unter der Heimsuchung durch die Truppen des Grafen von Mansfeld zu erleiden hatte. Die einzige Ausnahme bildete Emden, da der kurz zuvor fertiggestellte Emder Wall die Stadt vor der Einnahme durch fremde Truppen schützte. Auch die Fehnkultur begann in dieser Zeit, als Emder Bürger 1633 das Timmelerfehn gründeten (das heutige Westgroßefehn). |
|           | Juliane (* 14. April 1606; † 15. Januar 1659)            | 1648–1651      | Regentin der Grafschaft Ostfriesland | Juliane, die Witwe Ulrichs II., führte wegen der Minderjährigkeit ihrer Kinder die vormundschaftliche Regierung. |
|           | Enno Ludwig (* 29. Oktober 1632; † 4. April 1660)        | 1651–1660      | Graf, ab 1654 Fürst                  | Der älteste Sohn von Ulrich II. trat 1651 die Regierung als Graf von Ostfriesland an. Er wurde 1654 vom Kaiser Ferdinand III. durch Vermittlung des Helmstedter Professors und gebürtigen Ostfriesen Hermann Conring in den persönlichen Reichsfürstenstand erhoben. |
|           | Georg Christian (* 6. Februar 1634; † 6. Juni 1665)      | 1660–1665      | Fürst                                | Da Enno Ludwig keine männlichen Nachkommen hatte, folgte Ulrichs II. zweiter Sohn in der Regierung. Er wurde 1662 in den erblichen Fürstenstand erhoben. |
|           | Christine Charlotte (* 21. Oktober 1645; † 16. Mai 1699) | 1665–1690      | Regentin                             | Christine Charlotte von Württemberg regierte nach dem Tod ihres Mannes, des Fürsten Georg Christian von Ostfriesland, ab dem Jahre 1665 25 Jahre lang vormundschaftlich Ostfriesland. |
|           | Christian Eberhard (* 1. Oktober 1665; † 30. Juni 1708)  | 1690–1708      | Fürst                                | Christian Eberhard wurde mit dem Tag seiner Geburt 1665 Fürst, blieb aber bis 1690 unter Vormundschaft seiner Mutter. Er wurde wegen seines guten Verhältnisses zu den ostfriesischen Ständen „der Friedsame“ genannt. |
|           | Georg Albrecht (* 13. Juni 1690; † 11. Juni 1734)        | 1708–1734      | Fürst                                | Als zweiter Sohn des Fürsten Christian Eberhard regierte er in schwieriger Zeit. Das Land wurde namentlich durch die Weihnachtsflut von 1717 schwer getroffen. Auch der Konflikt des Fürstenhauses mit den Ständen entlud sich zu Regierungszeiten Georg Albrechts abermals. |
|           | Carl Edzard (* 18. Juni 1716; † 25. Mai 1744)            | 1734–1744      | Fürst                                | Carl Edzard war der letzte Fürst von Ostfriesland aus dem Haus Cirksena. Nach den Dauerkonflikten der vorangegangenen Jahre zwischen dem Fürstenhaus und den Ständen hatte jenes kaum mehr ein Ansehen. Die Stadt Emden und andere renitente Landstände verweigerten ihm die Huldigung. Nach seinem Tod fiel Ostfriesland an König Friedrich II. von Preußen. |

### Weitere Persönlichkeiten
- Almuth Cirksena (1465–1522), ostfriesische Grafentochter

## Literatur

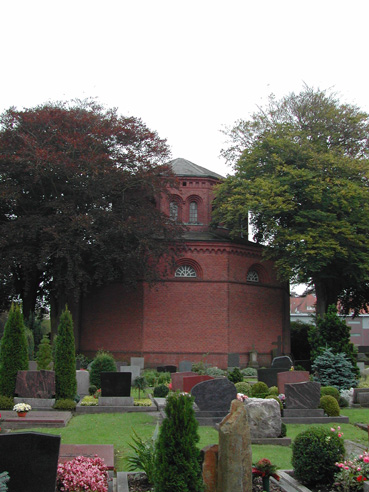
Das Mausoleum der Familie Cirksena in Aurich